# Pierre Dubois
Pierre Dubois (ur. ok. 1250, zm. ok. 1312) – francuski publicysta, doradca króla Filipa IV Pięknego.
W dziele O odzyskaniu Ziemi Świętej z 1306 roku proponował utworzenie Republiki Chrześcijańskiej. Najważniejsze założenia powstania Res Publica Christiana to możliwość sankcji wojskowych wobec agresorów oraz powstanie Trybunału Rozjemczego, a także nienaruszalność praw suwerennych państw.